# Língua siquimesa
A língua Siquimesa, língua Suquimesa Tibetana, ou Língua Bhutia, também chamada Dranjongke (འབྲས་ལྗོངས་སྐད་ - jongs-skad}}), Dranjoke, Denjongka, Denzongpe Ke, Denzong Ke; é uma língua da família Sul Tibetana. É falada pela nacionalidade tibetana Bhutia no Siquim. Os siquimeses chama sua própria língua de Dranjongke (འབྲས་ལྗོངས་སྐད་'bras-ljongs-skad) e seu país de Denzong (འབྲས་ལྗོངས་'bras-ljongs}}; Vale do arroz). O Siquimês é escrito com a escrita tibetana.

## Geografia
Os falantes do siquimês são em geral agricultores e pastores de religião budista. Vivem majoritariamente em Sikkim, Darjeeling, Bengala Ocidental e talvez haja alguns no Tibete.

## Outros nomes
A língua é conhecida também como Dandzongka, Danjongka, Danyouka, Denjong, Denjongkha, Denjongpa, Denjonka, Denjonke, Lachengpa, Lachungpa, Sikami, Sikkim Bhotia, Sikkim Bhutia.

## Características
Os falantes de Siquimês podem entender razoavelmente o a língua  dzongkha, havendo simetria de 65% entre os léxicos das duas línguas, enquanto que a similaridade com a língua tibetana é de somente 42%. O língua tem sofrido influências de línguas vizinhas tais como Yolmo e Tamang.
Devido à longa convivência com nepaleses e com tibetanos, muitos dos siquimeses usam as línguas dessa etnias.

## Escrita
A língua siquimesa usa o alfabeto tibetano, herdado do tibetano clássico, do qual, porém a fonologia e o léxico suimeses diferem muito. Conforme SIL International, a escrita siquimesa é chamada de "Estilo Bodhi" e 68% dos siquimeses étnicos eram alfabetizados em tibetano em 2001.

## Fonologia

### Consoantes
Tabela das consoantes siquimesas, conforme os especialistas Yliniemi (2005) e van Driem (1992).
|                |                   | Labial    | Dental/ Alveolar | Retroflex   | Alveolo-palatal/ Palatal | Velar     | Glotal  |
| -------------- | ----------------- | --------- | ---------------- | ----------- | ------------------------ | --------- | ------- |
| Nasal oclusiva | surda             |           | n̥ ན /n/          |             |                          | ŋ̥ ང /ng/  |         |
| Nasal oclusiva | sonora            | m མ /m/   | n ན /n/          |             | n~ŋ ཉ /ny/               | ŋ ང /ng/  |         |
| Plosiva        | surda unaspirated | p པ /p/   | t ཏ /t/          | ʈ ཏྲ /tr/    |                          | k ཀ /k/   | ʔ འ /ʔ/ |
| Plosiva        | surda aspirada    | pʰ ཕ /ph/ | tʰ ཐ /th/        | ʈʰ ཐྲ /thr/  |                          | kʰ ཁ /kh/ |         |
| Plosiva        | sonora            | b བ /b/   | d ད /d/          | ɖ དྲ /dr/    |                          | ɡ ག /g/   |         |
| Plosiva        | surda             | p̀ʱ བ /p'/ | t̀ʱ ད /t'/        | ʈ̀ʱ དྲ /tr'/  |                          | k̀ʱ ག /k'/ |         |
| Africada       | surda unaspirated |           | ts ཙ /ts/        |             | tɕ ཅ /c/                 |           |         |
| Africada       | surda aspirada    |           | tsʰ ཚ /tsh/      |             | tɕʰ ཆ /ch/               |           |         |
| Africada       | sonora            |           | dz ཛ /dz/        |             | dʑ ཇ /j/                 |           |         |
| Africada       | não sonora        |           |                  |             | tɕ̀ʱ ཇ /c'/               |           |         |
| Fricativa      | surda             |           | s ས /s/          |             | ɕ ཤ /sh/                 |           | h ཧ /h/ |
| Fricativa      | sonora            |           | z ཟ /z/          |             | ʑ ཞ /zh/                 |           |         |
| Líquida        | surda             |           | l̥ ལ /l/          | r̥ ར /r/     |                          |           |         |
| Líquida        | sonora            |           | l ལ /l/          | r~ɹ~ɾ ར /r/ |                          |           |         |
| Aproximante    | Aproximante       | w ཝ /w/   |                  |             | j ཡ /y/                  | w ཝ /w/   |         |

Consoantes não sonoras são pronunciadas com voz ligeiramente gutural, aspirada e baixa tonicidade. São remanecentes de consoantes sonoras da língua tibetana clássica que perderam sua força fonética. Assim, o histórico fonema tibetano /ny/ é percebido como um alofone de /n/ e /ng/, os quais praticamente perderam seu contraste entre os falantes.

### Vogais
Tabela fonética das vogais “Sikkims”, conforme Yliniemi (2005).
|       | Anterior        | Anterior    | Central         | Posterior   |
|       | não-arredondada | arredondada | não arredondada | arredondada |
| ----- | --------------- | ----------- | --------------- | ----------- |
| Close | i ི /i/          | y ུ /u/      |                 | u ུ /u/      |
| Mid   | e ེ /e/          | ø ོ /o/      |                 | o ོ /o/      |
| Open  | ɛ ེ /e/          |             | ɐ /a/           |             |

No alfabeto tibetano, um abugida, a vogal inerente é /a/, não marcada.d. Na tabela acima, o  [ɛ] /e/ representado em itálico é um alofone de [e] /e/, que só aparece depois de [dʑ] /j/ em sílabas fechadas.